# Accettura
Accettura est une commune italienne d'environ 2 000 habitants, située dans la province de Matera, dans la région Basilicate, en Italie méridionale.

## Monuments et patrimoine
En 2012, la ville  a donné le nom de Giovanni Battista Bronzini à la place principale, en l'honneur de ses contributions et de ses études sur la région et ses traditions.

## Administration
| Période                                  | Période | Identité | Étiquette | Qualité |
| ---------------------------------------- | ------- | -------- | --------- | ------- |
|                                          |         |          |           |         |
| Les données manquantes sont à compléter. |         |          |           |         |

### Communes limitrophes
Calciano, Campomaggiore, Cirigliano, Oliveto Lucano, Pietrapertosa, San Mauro Forte, Stigliano